# Faubourg Saint-Marcel (quartier de Paris)
Pour les articles homonymes, voir Saint-Marcel.
Le faubourg Saint-Marceau ou Saint-Marcel est un quartier de Paris situé à cheval entre les 5e et 13e arrondissements. Il était surnommé faubourg souffrant car ce quartier fut pendant longtemps le plus laid, le plus triste et le plus pauvre de Paris.

## Historique

### Les origines

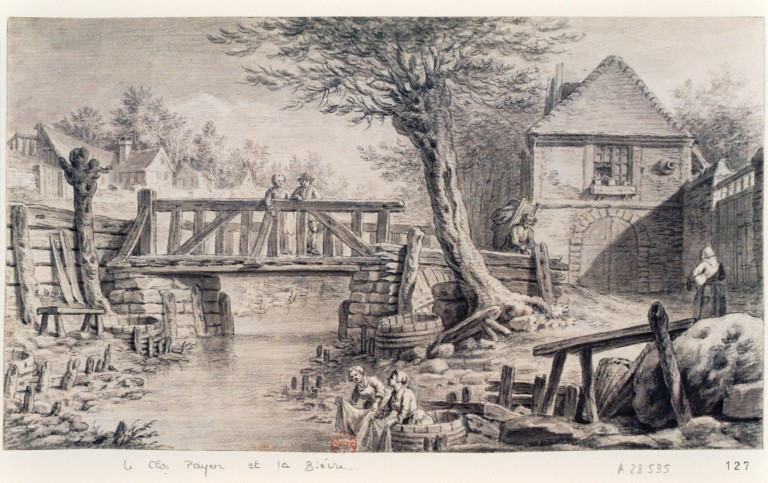
Les bords de Bièvre dans le quartier au XVIIIe siècle.

Durant l’Antiquité, la zone occupée par le faubourg Saint-Marcel se trouve dans les faubourgs de l’agglomération de Lutèce et n’est donc pas urbanisée. Au début du IVe siècle se développe une vaste nécropole bordant la voie romaine menant à Melun. Les cendres des morts conservées dans les hypogées ont laissé des traces dans le quartier : l’étymologie de l’ancienne rue de Lourcine (actuelle rue Broca) peut être retracée grâce à un acte médiéval qualifiant la zone de « Terra de lococinerum » (lieu de cendres), devenue sous Louis VII le clos de la Cendrée. Longtemps appelée terre des morts, la partie sud du faubourg Saint-Marcel persista dans ce rôle jusqu’à l’époque mérovingienne, dont on retrouvera de nombreuses sépultures.
Une chapelle primitive aurait été dédiée par saint Denis à saint Clément au IIIe siècle. Le nom originel du village aurait été Chambois ou Chamboy,. Après la mort de Saint-Marcel vers 435, sa tombe, longtemps considérée comme lieu de miracles donna son nom à l’actuel quartier. Au VIe siècle, ce lieu rassemble suffisamment de maisons autour de cette chapelle pour que Grégoire de Tours le qualifie de vicus.
Lors du siège de Paris par les Normands en 885, les reliques de saint Marcel sont transférées en la Cathédrale Notre-Dame dans l'île de la Cité, alors protégée par une enceinte. Le culte de saint Marcel se développe, attirant de nombreux pèlerins sur le lieu de culte et faisant de cet évêque de Paris l’un des patrons de la ville.
L’urbanisation de ce faubourg de Paris n’intervient que plus tard, malgré la présence de carrières de pierres dans le secteur dès l’Antiquité. Ce sont avec ces pierres que sont faits les murs de Notre-Dame de Paris, l’église Saint-Germain des Prés ou de l’enclos des Templiers.

### Moyen Âge

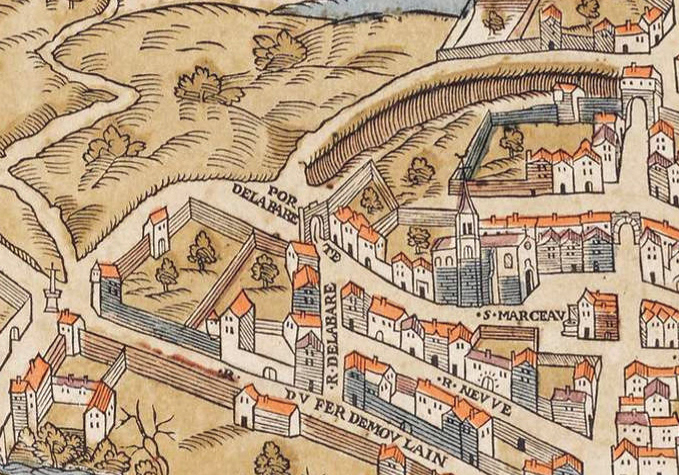
La collégiale Saint-Marcel et le quartier environnant sur le Plan de Truschet et Hoyau (1550).

La construction de la collégiale Saint-Marcel au XIe siècle, de la chapelle Saint-Martin, de l’église Saint-Hippolyte, l’érection de la paroisse au faubourg Saint-Médard (attestée avant 1163) sous la juridiction de l’abbaye de Sainte-Geneviève sur la rive gauche de la Bièvre, va donner un nouveau visage à ce faubourg jusque-là funéraire.
Le faubourg Saint-Médard situé à proximité sur l'autre rive de la Bièvre, également hors de l'enceinte de Paris, va attirer, à partir de la fin du XIIIe siècle, une population de grands seigneurs. À partir du début du XVIe siècle, le quartier est moins à la mode et les domaines font place à des activités artisanales.
Au cours de la deuxième moitié du XVIe siècle, le banquier Scipion se fait cependant construire un hôtel dans le faubourg Saint-Marcel rue de la Barre à l'angle de l'actuelle rue du Fer à Moulin une époque où la Bièvre n'était pas encore bordée de constructions.
Le bourg Saint-Marcel se dota au début du XIIIe siècle de murs ceints de fossés dont le tracé correspondait aux actuelles rues des Gobelins, de la Reine Blanche et des fossés Saint-Marcel. Le passage de la rue Mouffetard (actuelle avenue des Gobelins) était protégé par la "porte Poupeline" du nom d'un propriétaire d'un terrain. Au nord, la Bièvre apparaissait comme une protection naturelle suffisante.
Au XIVe siècle face à la menace anglaise et compte tenu du développement du bourg au sud, l'enceinte fut reportée au sud sur le tracé de l'actuelle rue Le Brun et d'une ruelle disparue située à l'emplacement de la manufacture des Gobelins. La nouvelle porte sur la route de Melun sera nommée "nouvelle porte Poupeline" ou "porte Saint-Marcel"  et servira de bureau d'octroi après sa suppression. Au nord, le bourg aurait été protégé par une enceinte construite au XIVe siècle englobant le bourg Saint-Médard. Les murs furent détruits et les fossés comblés entre 1557 et 1561
À la fin du Moyen Âge, le village non encore rattaché à Paris – il ne le sera qu’en 1724 - est appelé « Saint-Marcel-lez-Paris ».

#### Les enceintes
Au début du XIIIe siècle, les habitants du bourg font creuser un fossé, en partie alimentés en eau par la Bièvre, autour de l’agglomération. La rivière faisant un fossé naturel, l’enceinte parcourt les actuelles rues Geoffroy-Saint-Hilaire (nos 29 à 17), des Fossés-Saint-Marcel, Le Brun (nos 1 et 3), de la Reine-Blanche et des Gobelins. Deux portes permettent le franchissement : la porte de la Barre, au débouché de la rue des Fossés- Saint-Marcel dans le boulevardSaint-Marcel et la porte  ou Arc de Triomphe Poupeline, au carrefour des rues de la Reine-Blanche, des Gobelins et l’avenue des Gobelins.
Pour tenir compte de l’accroissement de la population, l’enceinte est agrandie au milieu du XIVe siècle. Le Neuf-Fossé est creusé (il est recouvert par la rue Le Brun), se poursuit en prolongement de cette rue et rejoint la Bievre vers l’intersection de la rue Berbier-du-Mets avec la rue rue Émile-Deslandres. La Bievre faisant office de barrière naturelle, le fossé reprend rue Corvisart jusqu’au no 13 de la rue Berthollet, puis oblique par la rue de l'Arbalète et rejoint l’ancien fossé par la rue Daubenton. De nouvelles portes sont créées : la nouvelle porte Poupeline ou porte Saint-Marcel, au débouché de la rue Le Brun avec l’avenue des Gobelins et la porte de l’Arbalète, rue Mouffetard.
Les fossés sont comblés en 1557 et 1661.

Plans de l'ancien bourg Saint-Marcel
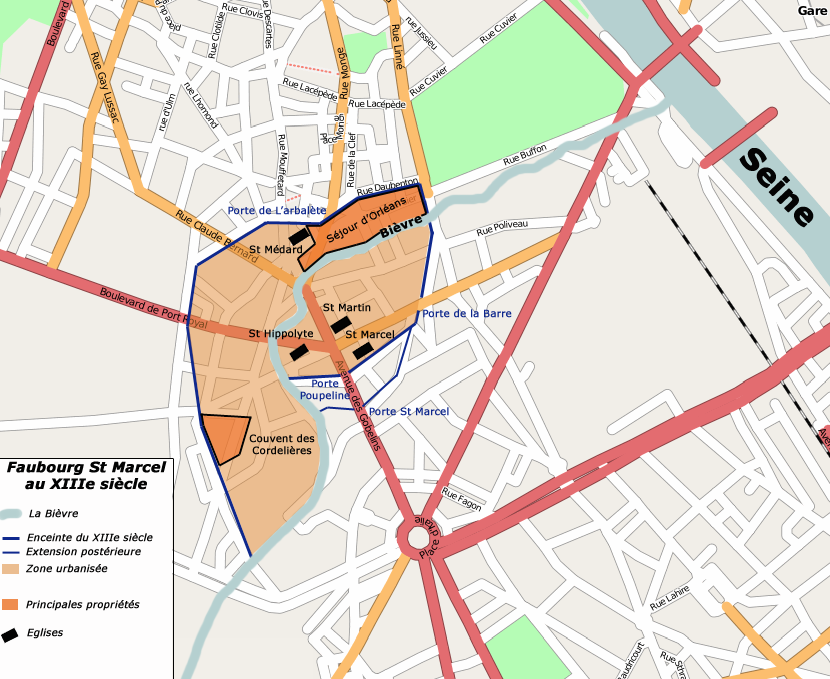
Plan du faubourg Saint-Marcel au XIIIe siècle.
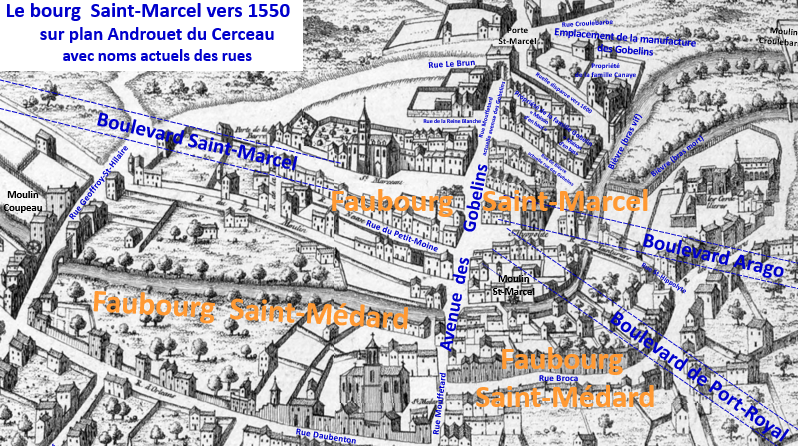
Bourg Saint-Marcel vers 1550 plan Androuet du Cerceau.

### Le développement d’un faubourg industrieux

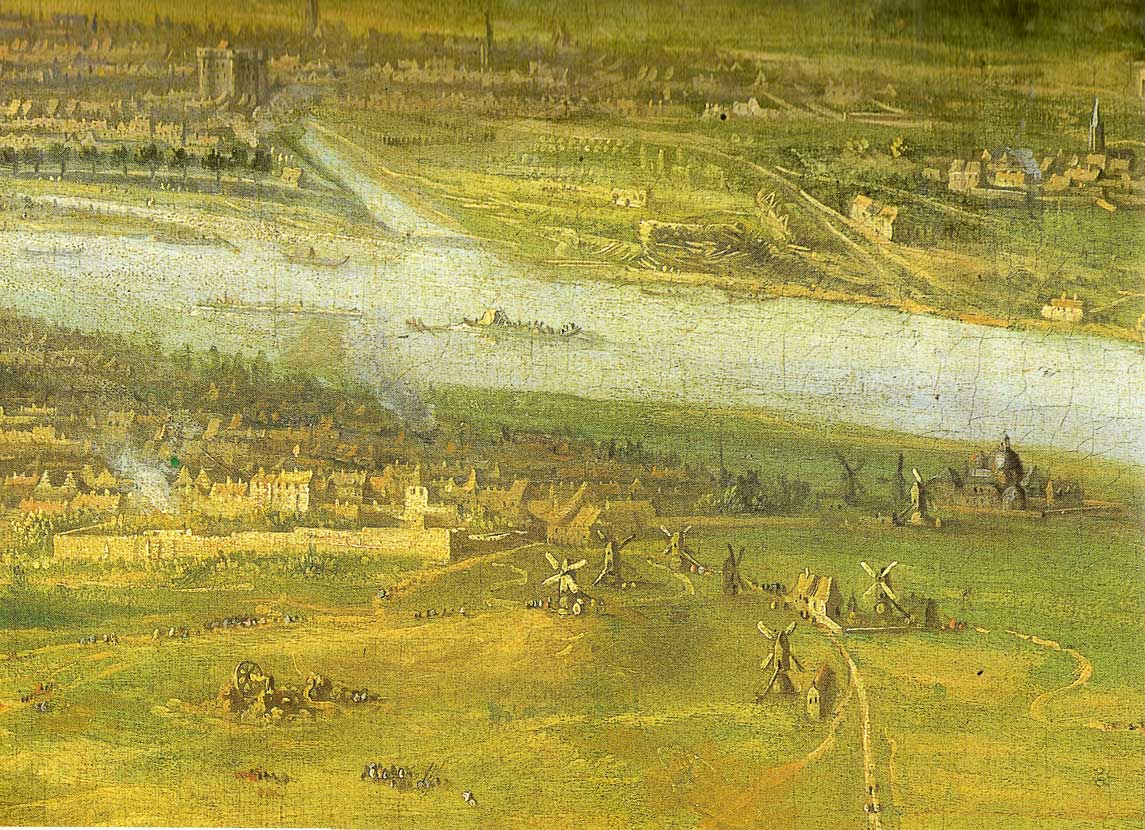
Vue de Paris durant le blocus de la ville lors de la Fronde en 1649 montrant au premier plan la Plaine d'Ivry, la Salpêtrière, le Fbg Saint-Marcel et en arrière-plan, le Fbg Saint-Antoine et la Bastille.

La partie du faubourg située sur la rive droite de la Bièvre dépendait des chanoines de Saint-Marcel ; ils affranchirent leurs serfs en 1238 et Philippe le Bel promut par lettres patentes le bourg en « ville ». En 1296, le Parlement de Paris garantit l’indépendance fiscale du faubourg vis-à-vis de la capitale. Ces mesures fiscales, ainsi que la présence de la Bièvre incitèrent la venue de nombreux artisans; les bouchers furent les premiers à venir s’installer dans le faubourg, en raison de la présence de la Bièvre, leur permettant d’y jeter leurs déchets, donnant d’ailleurs le nom de pont aux Tripes à l’un des ponts qui enjambaient jadis la rivière. Suivront les artisans mégissiers, tanneurs, corroyeurs, baudroyeurs, cordonniers et teinturiers, qui achèveront de faire de la Bièvre un cours d’eau extrêmement pollué jusqu’à sa couverture à la fin du XIXe siècle.
Le faubourg produisait aussi un vin réputé dès le XIIIe siècle et une brasserie s’installa à la même époque afin de satisfaire les besoins des Anglais et Flamands travaillant dans le quartier. Tout cela fit des bords de Bièvre un lieu bordé d’auberges, de cabarets et tripots réputés, dans lesquelles François Rabelais et Jean-Jacques Rousseau se rendaient.

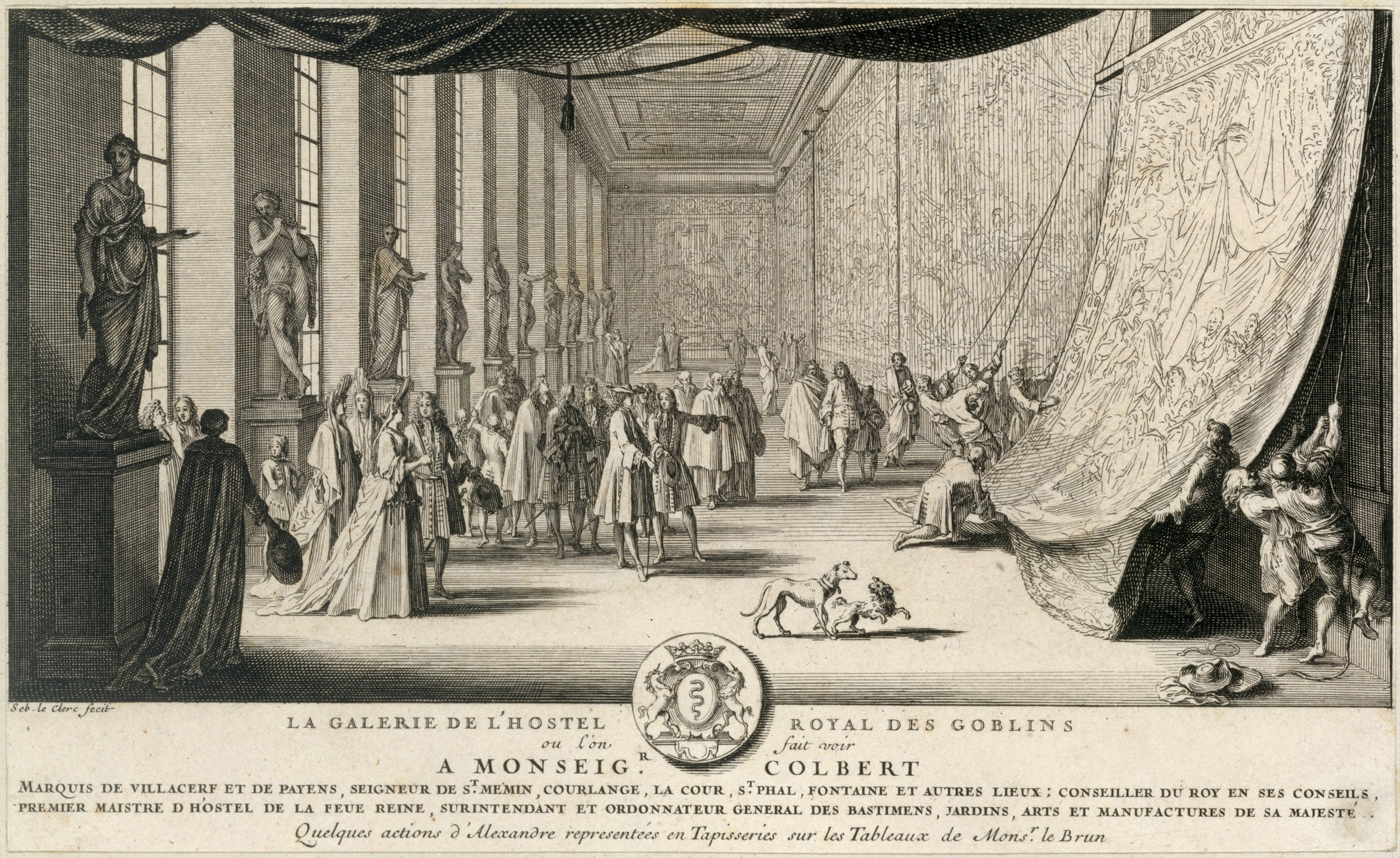
Édouard Colbert se voit présenter les tapisseries, conçues par Charles Le Brun, représentant l'histoire d'Alexandre le Grand, eau-forte de Sébastien Leclerc (v. 1665), Metropolitan Museum of Art, New York.

C’est l’installation en 1443 de Jean Gobelin dans le faubourg qui développa une teinturerie sur les rives de la Bièvre dès 1446, qui marquera pour longtemps le quartier en y introduisant cette industrie. Jouissant d’une très grande fortune et réputation jusqu’au XVIe siècle, la dynastie des Gobelin laissera son nom à la partie sud du faubourg. Dès 1662, Louis XIV fait rassembler dans le faubourg les artisans ayant servi Fouquet pour l’aménagement de son château de Vaux-le-Vicomte avant sa chute.
En 1663, est créée la « Manufacture royale des meubles et tapisseries de la Couronne » avec Charles Le Brun comme directeur. Un vaste ensemble de nouveaux bâtiments est érigé d’une part vers la rue Mouffetard (actuelle avenue des Gobelins) et de l’autre, sur les bords de la Bièvre. Louis XIV, au début de son règne, porte beaucoup d’importance à cette manufacture, quitte à la financer généreusement. Les tapisseries, vaisselles d’argent, torchères et meubles qui y sont produits pour la gloire du roi. Cependant, dès que Louis XIV eut quitté le Louvre pour Versailles, la manufacture tomba dans une relative décadence, tout en continuant à produire des objets d’art très réputés.
La relative prospérité apportée par la manufacture royale ne doit cependant pas éclipser le fait qu’elle ne profitait qu’aux ouvriers spécialistes qui y travaillaient. La majorité de la population vivant dans le faubourg restait miséreuse et le quartier porta une réputation de zone malfamée jusqu’au XIXe siècle. Jean-Jacques Rousseau en témoigne dans les Confessions :
« Combien l’abord de Paris démentit l’idée que j’en avais ! La décoration extérieure que j’avais vue à Turin, la beauté des rues, la symétrie et l’alignement des maisons me faisait chercher à Paris autre chose encore. Je m’étais figuré une ville aussi belle que grande, de l’aspect plus imposant, où l’on ne voyait que de superbes rues, des palais de marbre et d’or. En entrant par le faubourg Saint-Marceau je ne vis que de petites rues sales et puantes, de vilaines maisons noires, l’air de malpropreté, de la pauvreté, des mendiants, des charretiers, des ravaudeuses, des crieuses de tisane et de vieux chapeaux. Tout cela me frappa d’abord à un tel point que tout ce que j’ai vu depuis à Paris de magnificence réelle n’a pu détruire cette première impression, et qu’il m’en est resté toujours un secret dégoût pour l’habitation de cette capitale. »
Un recensement de 1665 dénombre, dans le faubourg Saint-Marcel, 950 maisons abritant 2 776 ménages. Le rapport du commissaire Dominique Manchon précise qu'y vivaient : trois faiseurs de ballets, une « vendeuse de pissat » dont la marchandise fournissait les seize maîtres teinturiers déjà présents le long de la Bièvre, quatre marchandes d'allumettes, cinquante-six rentiers, soixante-douze « pauvres gens », c'est-à-dire vivant de l'aumône, deux cent quarante-six gagne-deniers quettant une occupation à la journée, quarante boulangers, soixante-quinze fruitiers, quarante-neuf marchands de vin, douze brasseurs, onze épiciers, sept rôtisseurs et dix pâtissiers.
En 1673, Louis XIV expulse les tanneurs, les teinturiers et les mégissiers du centre de Paris pour qu'ils s'installent dans le quartier Saint-Marcel ou le quartier de Chaillot :

« Arrêt du conseil, 24 février 1673 : 
Le roy s'estant fait représenter en son conseil l'arrest rendu en iceluy le 28 octobre dernier, par lequel sa majesté auroit ordonné l'exécution de l'édit du 2 décembre 1577, et de l'arrest de la cour de parlement du 6 may 1623, rendu en conséquence pour la translation des tanneurs et tinturiers de la rue de la Tannerye, où ils sont à présent estably, en un autre lieu commode èz-environs de la dite ville, et qu'à cest effect, assemblée seroit faicte en l'Hostel de la dite ville des conseillers, quartiniers, et de tel nombre de notables bourgeois que les dits prevost des marchands et eschevins jugeroient à prospos de mander pour adviser aux moyens de pourveoir à la salubrité de la dite ville, et du lieu le plus proche èz-environs d'icelle où l'on pourroit placer les tanneurs, tinturiers et mégissiers, pour le procès-verbal faict et rapporté être par sa majesté ordonné ce qu'il appartiendroit; et veu le procès-verbal de la dite assemblée du 7 février 1673, en laquelle les dits tanneurs et tinturiers qui sont logés dans la dite rue de la Tannerye et ceux qui sont dans les autres quartiers de Paris sur le bord de la rivierre, seront tenus de se retirer dans un an du jour du présent arrest dans le quartier Saint-Marcel et Chalyot, aux maisons estant sur le bord de la rivierre, ou autres lieux qui seront par eux indiqués qui ne se trouveront point incommoder au publicq, nonobstant la quelle translation, les dits tanneurs et tinturiers qui se retireront de la dite rue de la Tannerye et autres du dedans de Paris conserveront tous leurs privilèges et exemptions de leurs mestiers, et en qualité de bourgeois de Paris, dont ils jouissent, à l'effect de quoy leur seront tous arrêts et lettres expédiés. Enjoignant sa majesté à tous ses officiers de les maintenir et garder en la jouissance des dits privilèges, et de favoriser en toutes choses la ditte translation, et aux dits prevost des marchands et eschevins de tenir la main à l'exécution du présent arrest qui sera exécuté nonobstant oppositions ou appellations quelconques et sans préjudice d'icelles, dont si aucunes interviennent, sa majesté s'est réservé et à son conseil la connaissance, icelle interdite à toutes ses autres cours et juges. 
Signé d'Aligre et Colbert »

.

Le faubourg Saint-Marcel au XVIIIe siècle
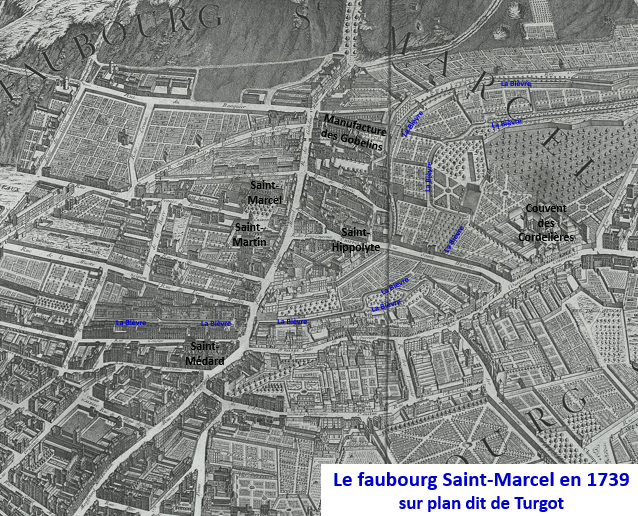
Le faubourg St-Marcel en 1739 sur plan dit de Turgot.
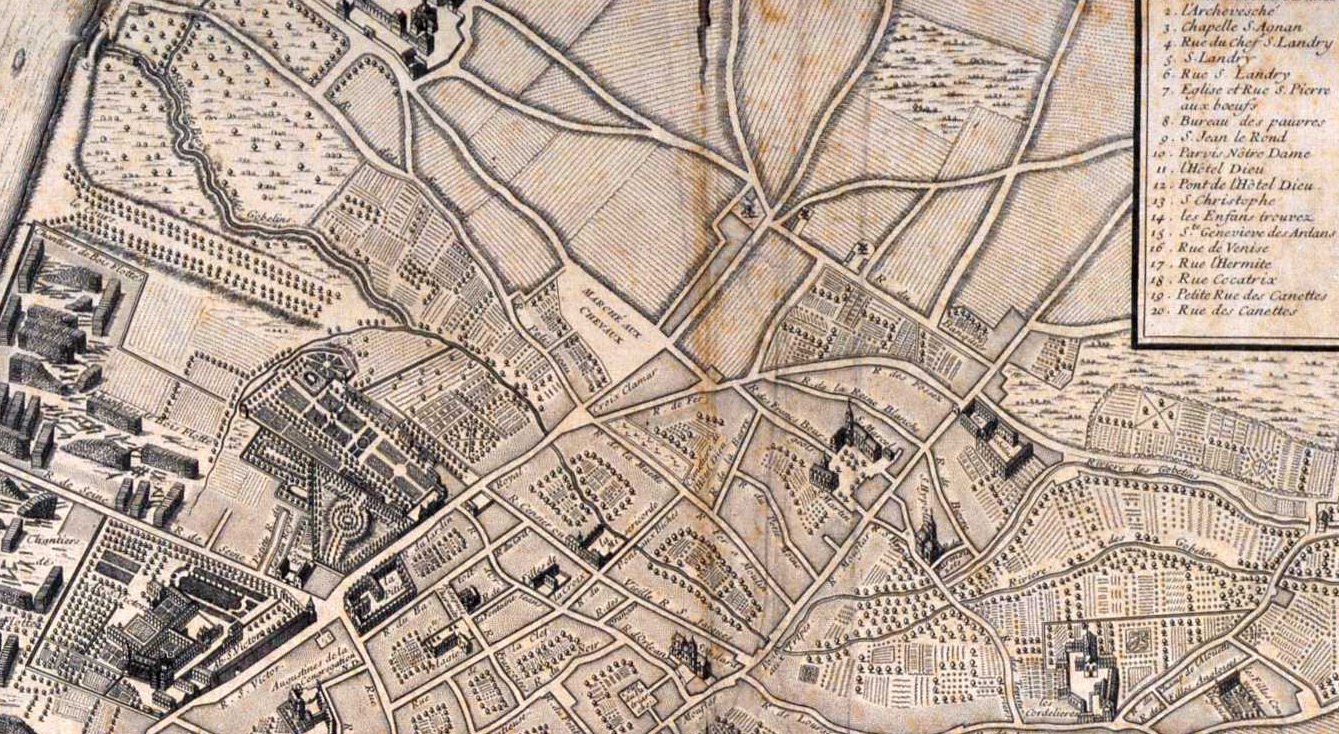
Le quartier Saint-Marcel en 1762 sur plan de Jaillot.
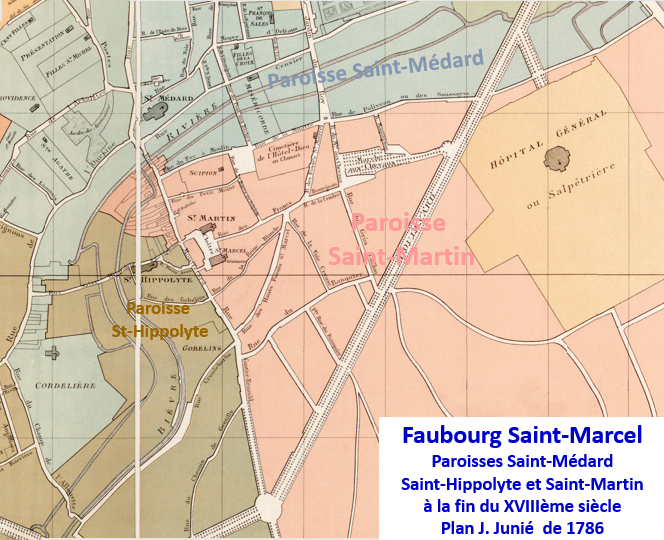
Les paroisses du faubourg St-Marcel en 1786.

La Révolution française y trouva tout naturellement un écho très favorable, les habitants du faubourg étant parmi les initiateurs, avec Louis Legendre, Antoine Joseph Santerre. La Terreur y fut vécue dans toute son horreur avec le massacre de la Salpêtrière voisine.

### La métamorphose haussmannienne

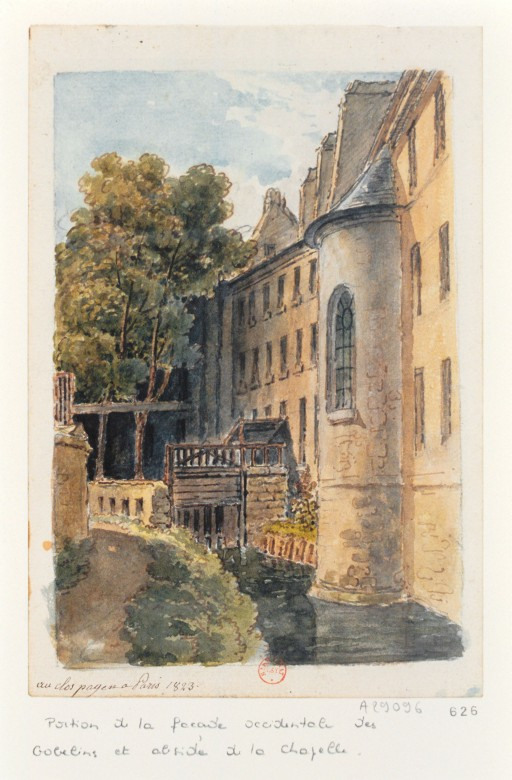
La Bièvre coulant au pied de la manufacture des Gobelins en 1830.

Le XIXe siècle voit l’intégration du faubourg Saint-Marcel par la ville de Paris (entamée dès le XVIIIe siècle), lui faisant perdre son statut de véritable faubourg. La Révolution industrielle provoqua l’arrivée de nombreux nouveaux travailleurs pauvres, faisant du quartier une zone toujours aussi miséreuse. Avec les grands travaux d’urbanisme initiés par le baron Haussmann, le quartier changea radicalement d’aspect. En 1857, il est décidé de l’ouverture des boulevards Saint-Marcel et Arago. En deux ans, tout le passé médiéval disparut avec la destruction de la collégiale Saint-Marcel, et de la quasi-majorité des maisons médiévales qui ne survécurent que dans la rue des Gobelins de la rue de la Reine-Blanche. Le cœur du faubourg se trouvait à l’emplacement exact du carrefour des Gobelins. Les travaux d’aménagement permirent d’y découvrir une immense nécropole chrétienne du Bas-Empire qui demeure encore sous terre de nos jours. À la fin du XIXe siècle et jusqu’en 1912, la couverture de la Bièvre insalubre fit disparaître les industries implantées sur ses rives, principalement les tanneries.
De nos jours, le faubourg Saint-Marcel, bordant le Ve arrondissement, est l’un des quartiers les plus chers du XIIIe arrondissement. La ville de Paris a entrepris des études afin de remettre au jour la Bièvre sur certaines portions.

## Édifices et monuments
- La manufacture des Gobelins

Au no 42 de l’avenue des Gobelins se trouve l’entrée des manufactures nationales des Gobelins, Beauvais et Savonnerie.
L’actuel bâtiment sur l’avenue fut commencé en 1912 sous la direction de l’architecte Jean Camille Formigé. Le bâtiment était initialement prévu pour accueillir un musée, qui ne fut ouvert qu’en 1921 après avoir servi d’hôpital durant la Première Guerre mondiale. En 1940, la manufacture de Beauvais détruite, vint installer ses ateliers et s’y trouvent toujours.
Ce site est desservi par la station de métro Les Gobelins.
- Le château de la Reine Blanche

Entre les rues des Gobelins, Berbier-du-Mets et Gustave-Geffroy, se trouvent des bâtiments du XVIe siècle et du XVIIe siècle, appelés « hôtel de la Reine Blanche » ou « château de la Reine-Blanche ». La tradition dit que cette demeure médiévale fut celle de Blanche de France, fille de Saint Louis, veuve de Ferdinand de la Cerda héritier des royaumes de Castille et de León, morte au couvent des Cordelières tout proche.
Cette demeure fut en fait bâtie pour la famille des Gobelins sur le domaine qui avait appartenu à Blanche. L’ensemble des bâtiments fut utilisé comme teinturerie, puis comme tannerie dès le XVIIIe siècle.
Ce site est desservi par la station de métro Les Gobelins.
- L’église Saint-Médard

Située tout au début de la rue Mouffetard, c’est la seule église médiévale survivante dans le quartier Saint-Marcel. L’église actuelle a été construite du XVe au XVIIIe siècle. C’est l’un des plus beaux exemples de gothique flamboyant à Paris. L’église fut un lieu actif de la charité au XIXe siècle dans ce quartier particulièrement démuni.
Ce site est desservi par la station de métro Censier - Daubenton.
- L’église Saint-Marcel

Au no 82 du boulevard de l'Hôpital se trouve l’église Saint-Marcel. Elle doit être distinguée de l’ancienne collégiale Saint-Marcel (détruite en 1806) qui était située au centre du faubourg. En 1856 fut érigée à cet emplacement une chapelle perpétuant le souvenir du saint dans le quartier. Trop délabrée, elle fut démolie et remplacée en 1966 par l’actuelle église, dessinée par Nicolas Michelin et dont le fils réalisa le clocher (dont deux des trois cloches proviennent du théâtre Sarah-Bernhardt en 1993. On trouve à l’intérieur un bel orgue de cinquante-quatre jeux ainsi qu’une tapisserie des Gobelins de Gustave Singier.
Ce site est desservi par la station de métro Saint-Marcel.
- Le théâtre des Gobelins

Au no 73 de l’avenue des Gobelins se trouve l’ancien théâtre des Gobelins. Érigé en 1869 par l’architecte Alphonse Cusin et décoré en façade par Auguste Rodin. Le théâtre projeta des films dès 1906 et se consacre totalement à cette activité à partir de 1936. Les projections y sont plutôt à vocation culturelle, documentaire ou politique, sans pour autant n’y attirer à l’époque que le Tout-Paris de l’entre-deux-guerres, comme le raconte Alphonse Boudard dans les Combattants du petit bonheur :
« Ce théâtre des Gobelins… il est total, dirait-on maintenant… je veux dire le spectacle… Une sorte de véritable maison de la culture. On y bouffe, on y jouit, on y braille, on s’y bat. On gonfle des capotes anglaises qu’on lâche pendant la projection… ça fait une sorte de dirigeable qui passe. Ça hurle aux actualités… ça commente tout haut les films… toutes les impressions… on incendie le traître. Ceux des balcons, les loustics voyous du quartier, bombardent le parterre de boulettes, peluches diverses… ça va jusqu’à des glaviots… des étrons enveloppés dans du papier journal… certain jour, un chat crevé ! Là, alors, ça déclenche la guerre-éclair… tout l'orchestre se rue vers le balcon ! Le choc… dans les escaliers… les galeries… horions! hurlements ! les insultes! Ça sort jusqu'à des surins, des barres de fer… le bombardement… tout s'emmêle et tout pêle-mêle, matrones, prolos, malfrats ! Comme dans un dessin de Dubout. Pour éviter la ruine de son entreprise culturelle, le patron a donc recruté sa brigade de brandillons… balèzes simiesques… hercules de fêtes foraine ! anciens boxeurs ! Des ouvreuses il en trouve plus… la dernière s’est fait violer dans les gogues… une dame pourtant plus toute jeune. Fatal, des pugilats pareils, ça ramène parfois le car de police. Il s’arrête devant l’entrée… Les cognes se ruent à l’intérieur… remettent de l’ordre à coups de gourdin, de pèlerine avec des bouteilles au fond des poches. Sans délicatesse aucune, sans ménagement… ils n’en ont pas le loisir… »
Le cinéma a fermé en 2004 et il est prévu de le réutiliser afin d’accueillir les archives de la société Pathé pour les chercheurs et le public.
Ce site est desservi par la station de métro Les Gobelins.
- L’hôtel Scipion

Au no 13 de la rue Scipion (ancienne rue de la Barre, ouverte en 1540), on trouve l’hôtel particulier de style Renaissance construit en 1565 pour Scipion Sardini.
À partir de 1612, l’hôtel devient un hospice pour les vieillards et les mendiants, puis une maison d’accouchement et d’allaitement en 1656, avant de devenir la boulangerie des hôpitaux de Paris.
En 1974, les installations de boulangerie-pâtisserie sont fermées et l’hôtel accueille les collections du musée de l’Assistance Publique pendant la rénovation de l’Hôtel de Miramion.
En 1983, L’hôtel Scipion est à son tour rénové et réaménagé en logements, studios d’accueil et locaux de formation.
Ce site est desservi par la station de métro Les Gobelins.
- Le square René-Le Gall

Situé entre l’hôpital Broca et la manufacture des Gobelins, le square René-Le Gall est situé à l’ancien emplacement de l’île aux Singes lorsque la Bièvre avait là son lit. L’emplacement du parc n’a jamais été urbanisé malgré la croissance de Paris et était partagé entre les Cordelières, les familles Gobelin et Le Peultre.
Le parc actuel a été aménagé en 1936 par Jean-Charles Moreux qui a conservé l’authentique sous-bois occupant cet espace depuis toujours.
Ce site est desservi par la station de métro Glacière.
- L’hôpital Broca

Ce site est desservi par la station de métro Glacière.
- La Cité Fleurie

Ce site est desservi par la station de métro Glacière.

## En littérature
- Honoré de Balzac y fait référence dans plusieurs romans de la Comédie humaine, notamment dans L'Interdiction où le juge Grandville habite ce quartier pour soulager la misère des pauvres. Et aussi dans Ferragus où il décrit les joueurs de boules : « Puis, à deux pas, est le cimetière du Mont-Parnasse, qui attire d'heure en heure les chétifs convois du faubourg Saint-Marceau. Cette esplanade, d'où l'on domine Paris, a été conquise par les joueurs de boules, vieilles figures grises, pleines de bonhomie, braves gens qui continuent nos ancêtres, et dont les physionomies ne peuvent être comparées qu'à celles de leur public, à la galerie mouvante qui les suit. L'homme devenu depuis quelques jours l'habitant de ce quartier désert assistait assidument aux parties de boules, et pouvait, certes, passer pour la créature la plus saillante de ces groupes, qui, s'il était permis d'assimiler les Parisiens aux différentes classes de la zoologie, appartiendraient au genre des mollusques. Ce nouveau venu marchait sympathiquement avec le cochonnet, petite boule qui sert de point de mire, et constitue l'intérêt de la partie ; il s'appuyait contre un arbre quand le cochonnet s'arrêtait ; puis, avec la même attention qu'un chien en prête aux gestes de son maître, il regardait les boules volant dans l'air ou roulant à terre Vous l'eussiez pris pour le génie fantastique du cochonnet. Il ne disait rien, et les joueurs de boules, les hommes les plus fanatiques qui se soient rencontrés parmi les sectaires de quelque religion que ce soit, ne lui avaient jamais demandé compte de ce silence obstiné ; seulement, quelques esprits forts le croyaient sourd et muet. Dans les occasions où il fallait déterminer les différentes distances qui se trouvaient entre les boules et le cochonnet, la canne de l'inconnu devenait la mesure infaillible, les joueurs venaient alors la prendre dans les mains glacées de ce vieillard, sans la lui emprunter par un mot, sans même lui faire un signe d'amitié[11]. »
- Victor Hugo y fait référence dans Les Misérables, notamment dans "La masure Gorbeau" où les personnages Jean Valjean et Cosette y trouvent refuge. La description du quartier tout au long du livre quatrième, chapitre I, se finit par : « Un matin, matin mémorable, en juillet 1845, on y vit tout à coup fumer les marmites noires de bitume; ce jour-là on put dire que la civilisation était arrivée rue de Lourcine et que Paris était entré dans le faubourg Saint-Marceau. »
- Jean-Jacques Rousseau découvre Paris en y entrant par le faubourg Saint-Marceau en 1730. Dans les Confessions, au livre IV, il expose ainsi sa déception : « En entrant par le faubourg Saint-Marceau, je ne vis que de petites rues sales et puantes, de vilaines maisons noires, l'air de la malpropreté, de la pauvreté, des mendiants, des charretiers, des ravaudeuses, des crieuses de tisanes et de vieux chapeaux. »
- Louis-Sébastien Mercier consacre un chapitre de Tableau de Paris (Livre premier, chapitre LXXXV) au faubourg. Il décrit un quartier misérable où « se cachent les hommes ruinés, les misanthropes, les alchimistes, les maniaques, les rentiers bornés » prêts à la sédition.

## Personnalités
- Pierre Augereau, Maréchal d'Empire.